# Ole Henrik Fagerås
Ole Henrik Fagerås (ur. 20 sierpnia 1939) – norweski narciarz, specjalista kombinacji norweskiej, brązowy medalista mistrzostw świata.

## Kariera
Jego największym sukcesem jest brązowy medal wywalczony indywidualnie na Mistrzostwach Świata w Zakopanem w 1962 roku. Po skokach zajmował dopiero 21. miejsce, jednak dobra postawa na trasie biegu, gdzie uzyskał drugi czas spośród wszystkich zawodników, pozwoliła mu awansować na podium. Fagerås przegrał tylko ze swym rodakiem Arne Larsenem oraz reprezentantem ZSRR Dmitrijem Koczkinem. Ponadto w tym samym roku Ole Henrik Fagerås zwyciężył w zawodach w kombinacji podczas Holmenkollen Ski Festival.

## Osiągnięcia

### Mistrzostwa świata
| Miejsce | Dzień     | Rok  | Miejscowość | Konkurencja              | Wynik zwycięzcy | Strata     | Zwycięzca   |
| ------- | --------- | ---- | ----------- | ------------------------ | --------------- | ---------- | ----------- |
| 3.      | 20 lutego | 1962 | Zakopane    | Indywidualnie K-90/15 km | 454.33 pkt      | -12.08 pkt | Arne Larsen |